# Maggie Lawson
Pour les articles homonymes, voir Lawson.
Maggie Lawson est une actrice américaine, née le 12 août 1980 à Louisville (Kentucky).
Elle est principalement connue pour avoir incarné Juliet O'Hara dans la série télévisée Psych : Enquêteur malgré lui (Psych). Elle a également tenu des rôles réguliers dans les sitcoms comme Tout est relatif et Crumbs. Entre 2014 et 2015, elle apparaît dans le rôle de Mme McMartin dans la douzième et dernière saison de la série Mon oncle Charlie.

## Biographie
Maggie Lawson est la fille de Mike Lawson, propriétaire d'un hôtel et Judy Lawson, femme d'intérieur. Elle a deux frères, Nick et Chris.
Elle fait ses études à l'Assumption High School, une école catholique pour filles d'où elle en ressortira diplômée. À huit ans, elle commence à apparaître dans des productions théâtrales locales, puis fait ses débuts à la télévision dans un journal destiné aux jeunes pour la chaîne locale Fox.
Elle étudie le théâtre à l'Université de Louisville. Elle attend ses dix-sept ans pour aller vivre à Los Angeles.

### Vie privée
De 2003 à 2005, Maggie Lawson a été en couple avec l'acteur Eric Christian Olsen,.
De 2006 à 2013, elle a été en couple avec l'acteur James Roday, rencontré sur le tournage de la série Psych : Enquêteur malgré lui,,.
Elle vit à Los Angeles,.
Fin 2014, après sa rencontre avec l'acteur Benjamin Koldyke (en) sur le tournage de la série Back in the Game, ils se marient au Nouveau-Mexique le 8 août 2015. Ils divorcent en 2017.
En 2014, elle a cocréé une fondation à but non lucratif Tiger Frances Foundation avec Jude McVay, visant à sauver les animaux abandonnés et maltraités,,.

## Carrière

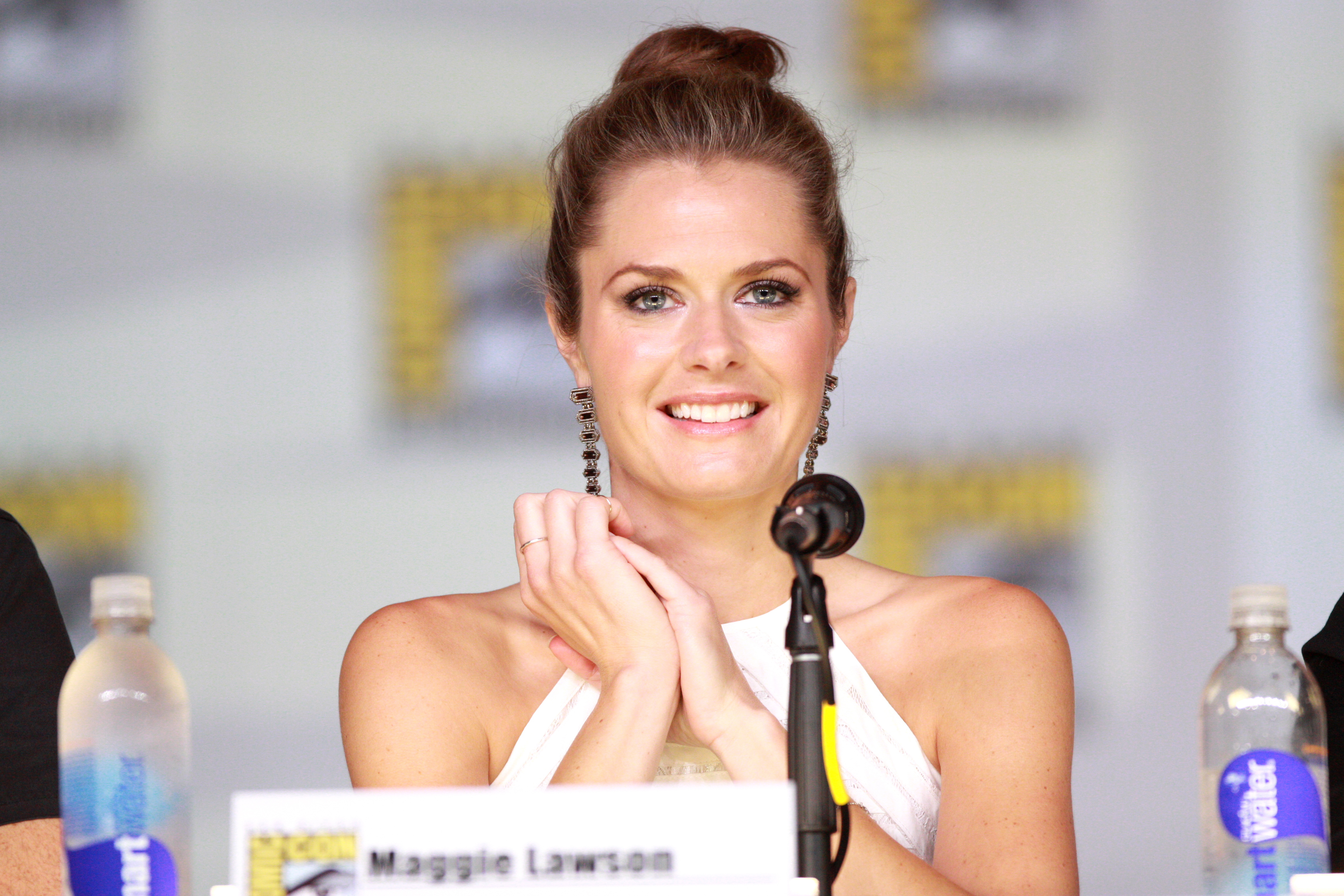
Maggie Lawson lors du Comic-Con de San Diego en juillet 2013.

Sa carrière d'actrice débute en 1996 en obtenant ses premiers rôles dans des séries télévisées tels que Notre belle famille, Papa bricole, Felicity et Urgences. Elle obtient un premier rôle récurrent dans la série Family Rules, en 1999. Parallèlement, elle fait ses débuts au cinéma dans le film fantastique Pleasantville.
En 2000, elle tient la vedette d'un téléfilm Disney, Mannequin d'un jour, dans lequel elle incarne un double rôle, celui d'un mannequin et une étudiante ringarde, et qui lui permet de partager l'affiche avec Justin Timberlake alors débutant. Elle a interprété plusieurs rôles à la télévision dans des téléfilms, séries télévisées et films. Elle devient l’héroïne du téléfilm Nancy Drew, journaliste-détective, dans lequel elle tient le rôle-titre et qui devait servir de pilote pour un projet de série. La jeune actrice tient des rôles réguliers dans des sitcoms tels que Tout est relatif et Crumbs, qui ont respectivement duré une saison faute d'audience.
En 2006, elle se fait réellement connaître du grand public avec le rôle régulier de l'inspectrice Juliet O'Hara dans la série télévisée Psych : Enquêteur malgré lui. Elle incarne ce personnage durant les huit saisons que compte la série
, qui rencontre à la fois un accueil critique favorable et un succès auprès du public.
L'année suivante, elle apparaît au cinéma en tant que second rôle dans le thriller Cleaner, aux côtés de Samuel L. Jackson, Ed Harris et Eva Mendes.
En 2009, elle est à l'affiche du film d'action Ultimate Game, avec Gerard Butler, dans lequel elle partage une scène avec son partenaire de Psych et petit ami de l'époque James Roday. La même année, elle tient également le rôle d'Allison dans Service toujours non compris, film sorti directement en vidéo faisant suite à Service non compris. Et, pour la télévision, elle incarne Lacey Smithsonian dans les téléfilms Mort en beauté et Un crime à la mode, diffusés sur Lifetime puis fait une apparition spéciale dans la série Justified.
En 2013, elle tient le rôle principal de la sitcom Back in the Game, diffusé sur ABC. Elle y incarne une mère célibataire et ancienne joueuse de softball au collège acceptant à contrecœur d'entraîner l'équipe de son fils. Toutefois, la série est annulée en novembre 2013
En 2014, elle tient le rôle récurrent de l'assistante sociale Mademoiselle McMartin dans la douzième et dernière saison de la sitcom Mon oncle Charlie,.
En 2018, elle tient le rôle récurrent de Natalie Flynn dans la troisième saison de la série L'Arme Fatale et elle joue dans plusieurs épisodes de  The Ranch et Santa Clarita Diet.

## Filmographie

### Cinéma

#### Longs métrages
- 1998 : Pleasantville de Gary Ross : Lisa Anne
- 1999 : Petites Leçons de séductions (Nice Guys Sleep Alone) de Stu Pollard : Meghan
- 2002 : Opération antisèche (Cheats) d'Andrew Gurland : July Merkel
- 2003 : Une blonde en or (Winter Break) de Marni Banack : Michelle Casper
- 2007 : Cleaner de Renny Harlin : Cherie
- 2009 : Service toujours non compris (Still Waiting…) de Jeff Balis : Allison (sorti directement en DVD)
- 2009 : Ultimate Game de Mark Neveldine et Brian Taylor : la femme invitée no 1
- 2018 : Spivak d'Anthony Abrams et Adam Larson Broder : Jeanine Mulholland

#### Court métrage
- 2010 : A Date with Diana de Matthew Cole Weiss : Diana

### Télévision

#### Séries télévisées
- 1996 : La Fille de l'équipe (en) (Hang Time) : Kim
- 1996-1997 : Unhappily Ever After : Madelyn / Madolyn
- 1997 : Notre belle famille (Step by Step) : Alana Mills
- 1997 : Cybill : Jennifer
- 1997 : Meego : Brooke
- 1997 : Incorrigible Cory (Boy Meets World) : Debbie
- 1998 : Papa bricole (Home Improvement) : Samantha Hase
- 1998 : Kelly Kelly : Ally
- 1999 : Working : Julie
- 1999 : Felicity : Rebecca
- 1999 : Family Rules : Hope Harrison
- 1999 : Urgences (ER) : Shannon Mitchell
- 1999 : La Vie à cinq (Party of Five) : Alexa
- 2001-2002 : Chez Schwartz (Inside Schwartz) : Ev
- 2002 : Smallville : Chrissy Parker
- 2003-2004 : Tout est relatif (It's All Relative) : Liz Stoddard-Banks (20 épisodes)
- 2005 : Tru Calling : Compte à rebours (Tru Calling) : Megan Roberts (saison 2, épisode 4)
- 2006 : Crumbs : Andrea Malone / Andrea Crumb (13 épisodes)
- 2006 - 2014 : Psych : Enquêteur malgré lui (Psych) : Juliet O'Hara
- 2007 : Leçons sur le mariage (Rules of Engagement) : Jesse
- 2008 : Fear Itself : Samantha, la mariée
- 2012 : Justified : Layla
- 2013 - 2014 : Back in the Game : Terry Gannon
- 2014 - 2015 : Mon oncle Charlie (Two and a Half Men) : Mlle McMartin
- 2016 : Angel from Hell : Allison Fuller
- 2017 : The Great Indoors : Rachel
- 2017 - 2018 : The Ranch : Jen
- 2018 - 2019 : Santa Clarita Diet : Christa
- 2018 - 2019 : L'Arme fatale (Lethal Weapon) : Natalie Flynn[22]
- 2020 : Outmatched (en) : Kay[22]

#### Téléfilms
- 1998 : Je t'ai trop attendue (I've Been Waiting for You) de Christopher Leitch : Debbie Murdock
- 2000 : Mannequin d'un jour (Model Behavior) de Mark Rosman : Alex Burroughs / Janine Adams
- 2002 : Le Cœur d'un autre (Heart of a Stranger) de Dick Lowry : Amanda Maddox
- 2002 : Nancy Drew, journaliste-détective (Nancy Drew) de James Frawley : Nancy Drew
- 2004 : Spellbound : rôle inconnu
- 2004 : Les Règles secrètes du mariage (Love Rules!) de Steven Robman : Kelly
- 2004 : Quand la vie est Rose (Revenge of the Middle-Aged Woman) de Sheldon Larry : Rachel
- 2009 : Mort en beauté (Killer Hair) de Jerry Ciccoritti : Lacey Smithsonian
- 2009 : Un crime à la mode (Hostile Makeover) de Jerry Ciccoritti : Lacey Smithsonian
- 2014 : Save the Date de Pamela Fryman : Kate
- 2017 : Le Mariage de ma meilleure amie (My Favorite Wedding) de Mel Damski : Tess Harper
- 2017 : Psych: The Movie de Steve Franks (en) : Juliet O'Hara
- 2017 : Noël en trois actes (Christmas Encore) de Bradley Walsh : Charlotte Lacy
- 2019 : Nous deux, c'était écrit (The Story of Us) de Scott Smith : Jamie Vaughn
- 2019 : Le Calendrier secret de Noël (Christmas in Evergreen: Tidings of Joy) de Sean McNamara : Katie Connell
- 2020 : Psych 2: Lassie Come Home de Steve Franks (en) : Juliet O'Hara
- 2021 : Psych 3: This Is Gus (en) de Steve Franks (en) : Juliet O'Hara[22]

## Voix françaises
En France, Laura Blanc est la voix française régulière de Maggie Lawson.
En France
| - Laura Blanc dans : - Chez Schwartz (série télévisée) - Le Cœur d'un autre (téléfilm) - Quand la vie est Rose (téléfilm) - Psych : Enquêteur malgré lui (série télévisée) - Fear Itself (série télévisée) - Mort en beauté (téléfilm) - Un crime à la mode (téléfilm) - Justified (série télévisée) - Mon oncle Charlie (série télévisée) - Angel from Hell (série télévisée) - Man vs Geek (série télévisée) - Psych: The Movie (téléfilm) - L'Arme fatale (série télévisée) - Nous deux, c'était écrit (téléfilm) - Le Calendrier secret de Noël (téléfilm) | - Karine Foviau, dans : - Tout est relatif (série télévisée) - Santa Clarita Diet (série télévisée) - Noël en trois actes (téléfilm) - Marie-Eugénie Maréchal, dans : - Opération antisèche - Nancy Drew, journaliste-détective (téléfilm) - Laura Préjean, dans : - Tru Calling : Compte à rebours (série télévisée) - Service toujours non compris et aussi - Vanina Pradier dans Je t'ai trop attendue (téléfilm) - Véronique Desmadryl dans Felicity, (série télévisée) - Natacha Muller dans Smallville, (série télévisée) - Christine Bellier dans The Ranch (série télévisée) - Adeline Moreau dans Le Mariage de ma meilleure amie (téléfilm) |

Au Québec
- Camille Cyr-Desmarais dans Le Nettoyeur[27]